# 长苞美冠兰
长苞美冠兰（学名：Eulophia bracteosa），为兰科美冠兰属下的一个植物种。